# Sri Tanjung (Semendawai Barat)
Sri Tanjung is een bestuurslaag in het regentschap Ogan Komering Ulu van de provincie Zuid-Sumatra, Indonesië. Sri Tanjung telt 813 inwoners (volkstelling 2010).